# وایب (ترانه)
«وایب» (انگلیسی: Vibe) ترانه‌ای از خواننده اهل کره جنوبی، ته‌یانگ با همکاری جیمین از بی‌تی‌اس است. این ترانه توسط در ۱۳ ژانویه ۲۰۲۳ توسط بلک لیبل به عنوان یک تک‌آهنگ پری-ریلیز از دومین ئی‌پی ته‌یانگ به نام Down to Earth منتشر شد. این ترانه اولین ترانهٔ ته‌یانگ در مدت بیش از پنج سال پس از ترانه «شب روشن» (۲۰۱۷) است. متن ترانه توسط ته‌یانگ و وینس نوشته شده و آهنگسازی آن توسط تدی، کوش، وینس، ته‌یانگ، جیمین و ۲۴ انجام شده است. این ترانه در جدول‌های موسیقی بیش از ۱۵ کشور وارد شد و در جایگاه شماره ۷۶ بیلبورد هات ۱۰۰ قرار گرفت.

## جدول‌های موسیقی
| جدول (۲۰۲۳)                                  | بالاترین جایگاه |
| -------------------------------------------- | --------------- |
| استرالیا (ای‌آرآی‌ای)                          | ۴۸              |
| کانادا (۱۰۰ تک‌آهنگ داغ کانادا)               | ۵۹              |
| ۲۰۰ آهنگ جهانی (بیلبورد)                     | ۱۲              |
| هنگ کنگ (بیلبورد)                            | ۱۳              |
| مجارستان (۴۰ تک‌آهنگ برتر)                    | ۸               |
| اندونزی (بیلبورد)                            | ۸               |
| ژاپن (۱۰۰ آهنگ داغ ژاپن)                     | ۳۲              |
| تک‌آهنگ‌های ترکیبی ژاپن (اوریکون)              | ۳۵              |
| مالزی (بیلبورد)                              | ۷               |
| تک‌آهنگ‌های داغ نیوزیلند (آرام‌ان‌زی)            | ۸               |
| فیلیپین (بیلبورد)                            | ۱۱              |
| سنگاپور (آرآی‌ای‌اس)                           | ۶               |
| کره جنوبی (گائون)                            | ۵               |
| تایوان (بیلبورد)                             | ۶               |
| تک‌آهنگ‌های بریتانیا (اوسی‌سی)                  | ۹۶              |
| بیلبورد هات ۱۰۰ ایالات متحده                 | ۷۶              |
| فروش ترانه‌های دیجیتال ایالات متحده (بیلبورد) | ۱               |
| ویتنام (دیتنام هات ۱۰۰)                      | ۹               |

| جدول (۲۰۲۳)       | بالاترین جایگاه |
| ----------------- | --------------- |
| کره جنوبی (گائون) | ۷               |

| جدول (۲۰۲۳)       | جایگاه |
| ----------------- | ------ |
| کره جنویی (گائون) | ۵۴     |

## تاریخچه انتشار
| منطقه | تاریخ          | فرمت                   | ناشر               | منابع |
| ----- | -------------- | ---------------------- | ------------------ | ----- |
| مختلف | ۱۳ ژانویه ۲۰۲۳ | دانلود دیجیتال، استریم | بلک لیبل اینترسکوپ |       |